# Sonnema Berenburg

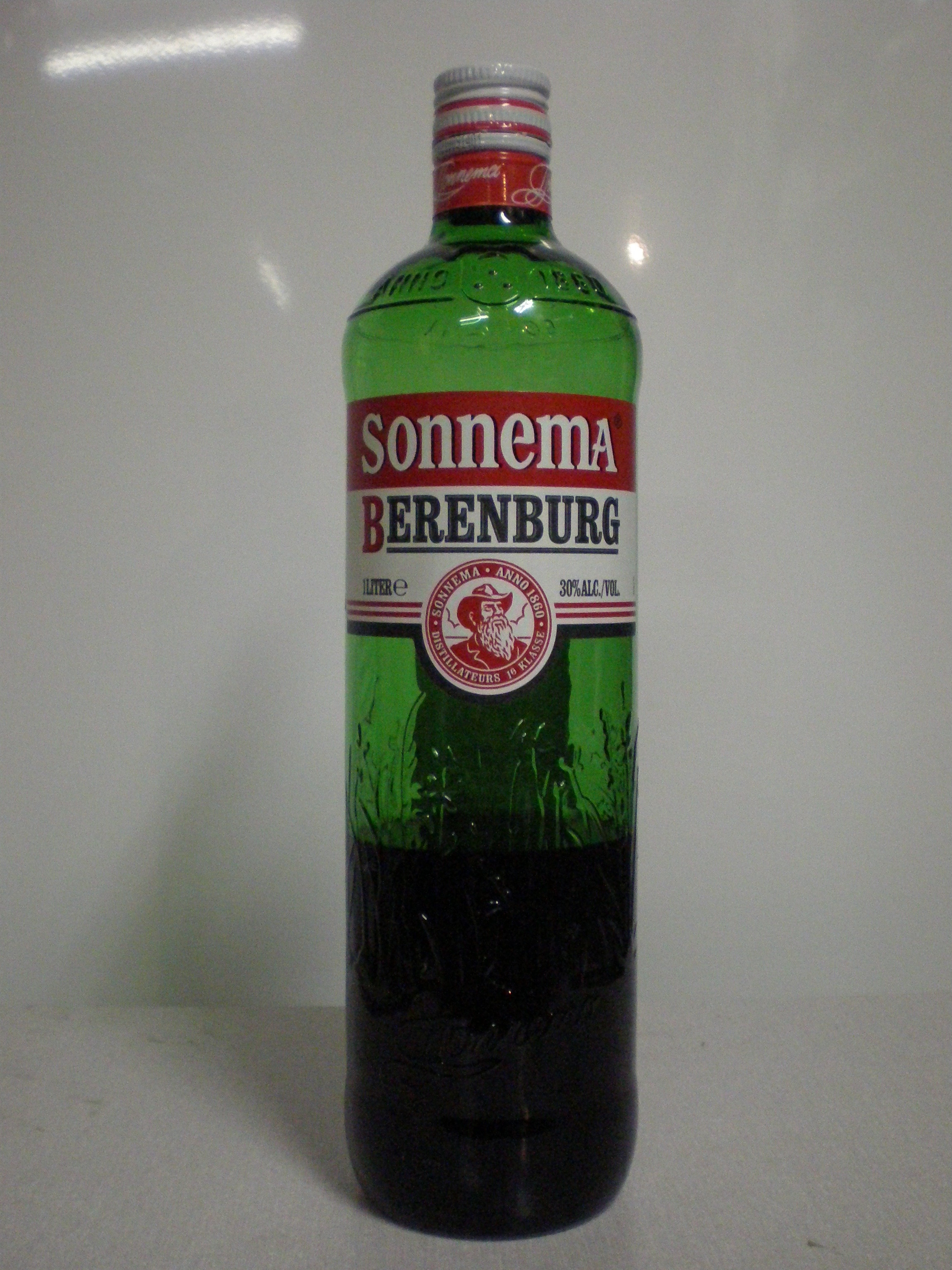
Een fles Sonnema Berenburg

Sonnema Berenburg is een Friese kruidenbitter, die in 1860 is bedacht door Fedde Sonnema uit Dokkum. De naam wordt slechts met één e geschreven, omdat Sonnema niet de rechten had om de naam Beerenburg, van de ontdekker Hendrik Beerenburg, te gebruiken (deze rechten liggen bij distilleerderij Weduwe Joustra). Het recept is nog steeds geheim.

## Distilleerderij Sonnema

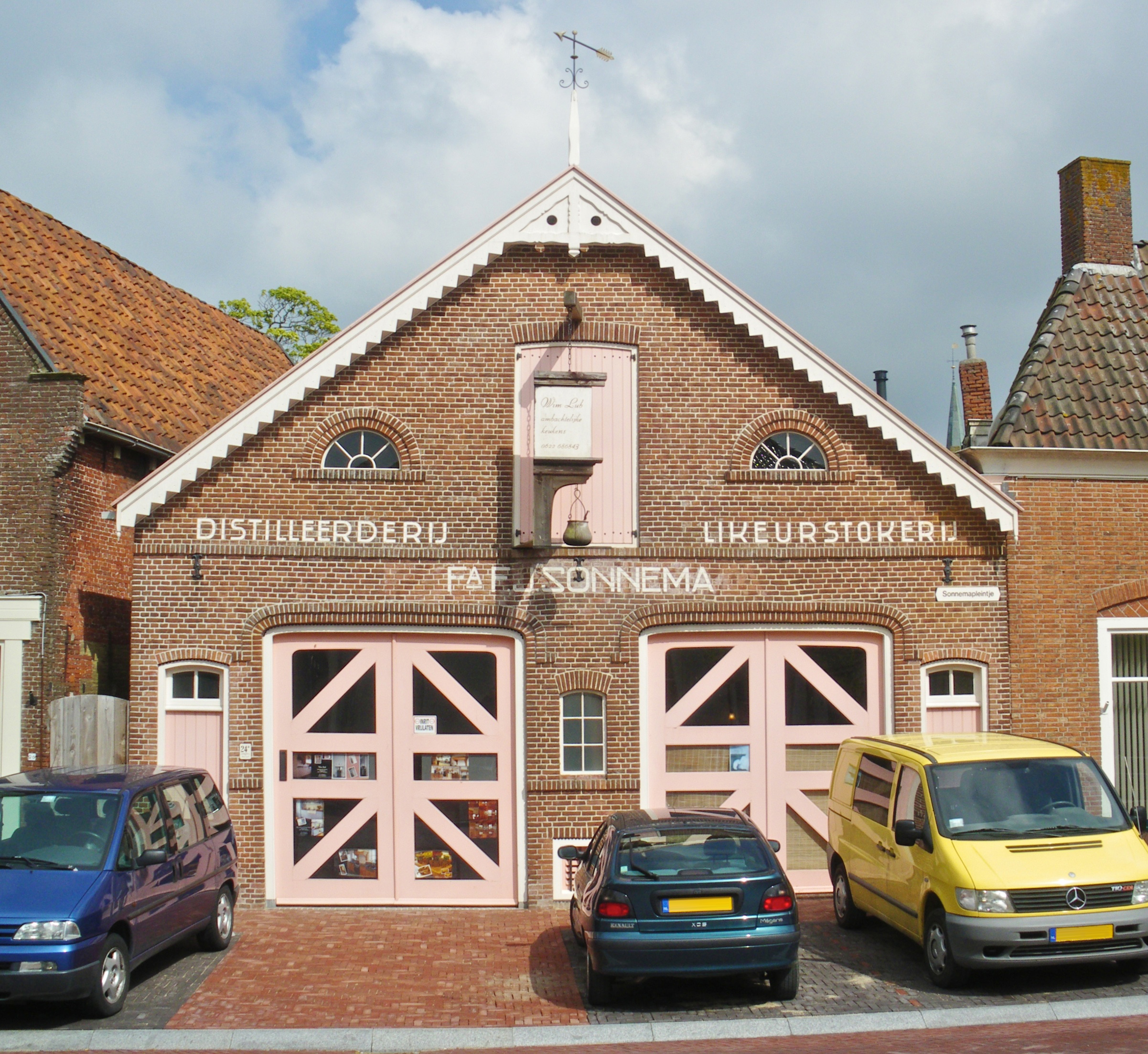
Oud gebouw distilleerderij F.J. Sonnema in Dokkum

Distilleerderij F.J. Sonnema heeft een bezoekerscentrum in Bolsward. Deze distilleerderij maakt ook andere dranken; zo werd rond de millenniumwissel een kruidenbitter met de kruiden van Jacoba Maria Wortelboer op de markt gebracht. Sonnema maakt deel uit van Herman Jansen Beverages.